# Milly-Lamartine
Milly-Lamartine ist eine französische Gemeinde mit 339 Einwohnern (Stand: 1. Januar 2022) im Département Saône-et-Loire in der Region Bourgogne-Franche-Comté. Sie gehört zum Arrondissement Mâcon und zum Kanton Hurigny (bis 2015: Kanton Mâcon-Nord).

## Geographie
Milly-Lamartine liegt etwa elf Kilometer nordwestlich von Mâcon in der Mâconnais und im Weinbaugebiet Bourgogne. Umgeben wird Milly-Lamartine von den Nachbargemeinden Berzé-la-Ville im Norden, La Roche-Vineuse im Osten, Bussières im Süden und Südosten, Pierreclos im Süden und Südwesten sowie Sologny im Westen und Nordwesten.

## Bevölkerungsentwicklung
| Jahr                      | 1962 | 1968 | 1975 | 1982 | 1990 | 1999 | 2006 | 2013 |
| Einwohner                 | 135  | 165  | 188  | 206  | 273  | 305  | 304  | 359  |
| Quelle: Cassini und INSEE |      |      |      |      |      |      |      |      |

## Sehenswürdigkeiten

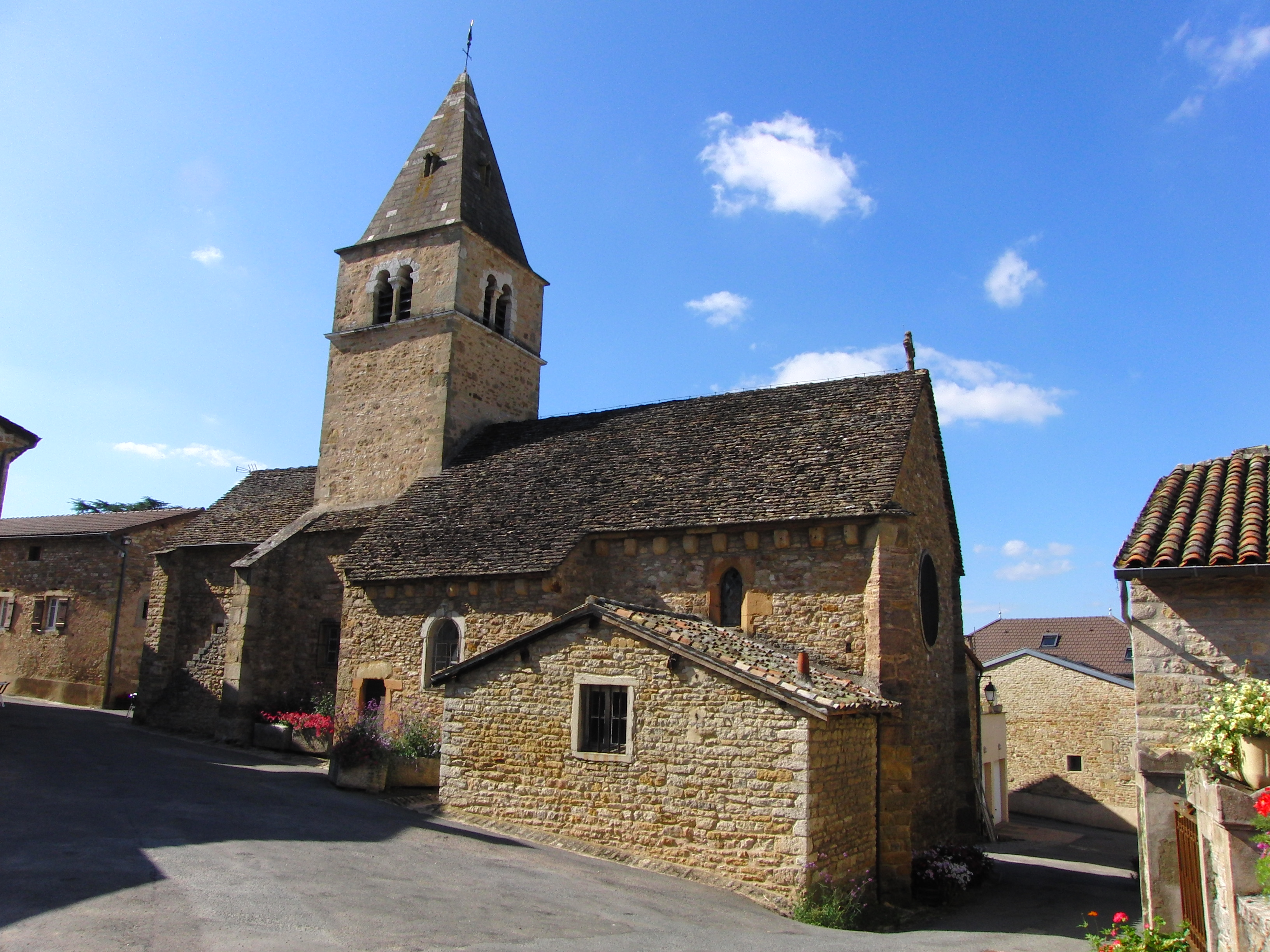
Kirche Saint-Jacques-le-Majeur

- Kirche Saint-Jacques-le-Majeur

## Persönlichkeiten
- Alphonse de Lamartine (1790–1869), Schriftsteller, hier aufgewachsen